# Peterborough County
Peterborough County är ett county i den kanadensiska provinsen Ontario. Det ligger i den sydöstra delen av landet, 220 km väster om huvudstaden Ottawa. Antalet invånare var 138 236 år 2016. Arean är 3 848 kvadratkilometer.
Peterborough County delas in i:
- Asphodel-Norwood
- Cavan Monaghan
- Douro-Dummer
- Havelock-Belmont-Methuen
- North Kawartha
- Otonabee-South Monaghan
- Selwyn
- Trent Lakes

Staden Peterborough samt indianreservaten Curve Lake och Hiawatha ingår endast i countyt för folkräkningsändamål.